# Infrazione di passi
Nella pallacanestro, l'infrazione di passi (in inglese: travelling) è una violazione delle regole che si verifica quando il giocatore in possesso della palla muove illegalmente uno o entrambi i piedi. L'infrazione, per brevità, è anche chiamata "passi".
Se il portatore di palla interrompe il palleggio (prendendo la palla con entrambe le mani) mentre è fermo, ossia avendo entrambi i piedi a terra, è concesso muovere un piede senza che l'altro venga sollevato da terra ("piede perno"); se il giocatore interrompe il palleggio mentre è in movimento sono concessi due passi. In caso contrario, viene chiamata un'infrazione di passi. La stessa viene chiamata anche se il piede perno del giocatore cambia o si muove.
Se un giocatore riceve la palla con due mani mentre è fermo, può scegliere di muovere un piede tenendo l'altro come perno oppure mettersi in movimento iniziando il palleggio; se un giocatore riceve la palla con due mani mentre è in movimento (avendo un solo piede a terra), può fermarsi oppure proseguire il movimento iniziando il palleggio prima che il secondo piede tocchi il pavimento; in caso contrario, viene chiamata un'infrazione di passi.
Quest'infrazione viene sospesa durante lo Slam Dunk Contest dell'NBA, che non costituisce una partita ufficiale.

## Definizione

### FIBA
Articolo 25 del FIBA Official Basketball Rules 2018:

#### 25.1 Definizione
25.1.1. L'infrazione di passi è il movimento illegale di un piede o di entrambi i piedi oltre i limiti indicati in questo articolo, in qualsiasi direzione, mentre si tiene una palla attiva sul campo da gioco.
25.1.2. Un "perno" è il movimento legale in cui un giocatore che sta tenendo una palla viva sul campo da gioco fa una o più volte in una direzione con lo stesso piede, mentre l'altro piede, chiamato piede perno, viene mantenuto nel punto di contatto con il pavimento.

#### 25.2 Regola
"25.2.1. Stabilire un piede perno da un giocatore che prende una palla viva sul campo da gioco:"
- Un giocatore che prende la palla stando in piedi con entrambi i piedi sul pavimento:
  - Nel momento in cui un piede viene sollevato, l'altro piede diventa il perno di articolazione.
  - Per iniziare un dribbling, il piede perno non può essere sollevato prima che la palla venga rilasciata dalla (e) mano (i).
  - Per passare o tirare a canestro su azione, il giocatore può saltare da un piede perno, ma nessuno dei due piedi può essere riportato sul pavimento prima che la palla venga rilasciata dalle mani.
- Un giocatore che prende la palla mentre sta avanzando, o al termine di un dribbling, può fare due passi per fermarsi, passare o tirare la palla:
  - Se, dopo aver ricevuto la palla, un giocatore deve rilasciare la palla per iniziare il suo dribbling prima del suo secondo passo.
  - Il primo passo si verifica quando un piede o entrambi i piedi toccano il pavimento dopo aver acquisito il controllo della palla.
  - Il secondo passaggio si verifica dopo il primo passaggio quando l'altro piede tocca il pavimento o entrambi i piedi toccano il pavimento contemporaneamente.
  - Se il giocatore che si ferma sul suo primo passo ha entrambi i piedi sul pavimento o tocca il pavimento, contemporaneamente può ruotare usando entrambi i piedi come suo perno. Se poi salta con entrambi i piedi, nessun piede può tornare sul pavimento prima che la palla venga rilasciata dalla (e) mano (i).
  - Se un giocatore atterra con un piede, può ruotare solo usando quel piede.
  - Se un giocatore salta da un piede sul primo passo, può atterrare con entrambi i piedi contemporaneamente per il secondo passo. In questa situazione, il giocatore non può ruotare con nessuno dei due piedi. Se un piede o entrambi i piedi lasciano il pavimento, nessun piede può tornare sul pavimento prima che la palla venga rilasciata dalle mani.
  - Se entrambi i piedi sono sollevati da terra e il giocatore atterra su entrambi i piedi contemporaneamente, nel momento in cui un piede viene sollevato l'altro piede diventa il perno di rotazione.
  - Un giocatore non può toccare il pavimento consecutivamente con lo stesso piede o con entrambi i piedi dopo aver terminato il dribbling o aver ottenuto il controllo della palla.

25.2.2. "Un giocatore che cade, giace o seduto sul pavimento:"
- È "legale" quando un giocatore cade e scivola sul pavimento mentre tiene in mano la palla o, mentre giace seduto sul pavimento, ottiene il controllo della palla.
- È una "violazione" se il giocatore poi lancia o tenta di alzarsi mentre tiene la palla.

### NBA
Regola 10, sezione XIII — "Travelling""
a. Un giocatore che riceve la palla mentre è fermo può ruotare, usando entrambi i piedi come piede di rotazione.
b. Un giocatore che riceve la palla mentre sta avanzando o al termine di un palleggio, può fare due passi per fermarsi, passare o tirare la palla. Un giocatore che riceve la palla mentre sta avanzando deve rilasciare la palla per iniziare il suo dribbling prima del suo secondo passo.
Il primo passo si verifica quando un piede, o entrambi i piedi, toccano il pavimento dopo aver acquisito il controllo della palla.
Il secondo passaggio si verifica dopo il primo passaggio quando l'altro piede tocca il pavimento o entrambi i piedi toccano il pavimento contemporaneamente.
Un giocatore che si ferma al punto uno quando entrambi i piedi sono sul pavimento o toccano il pavimento contemporaneamente può ruotare usando entrambi i piedi come suo perno. Se salta con entrambi i piedi, deve rilasciare la palla prima che uno dei due piedi tocchi il pavimento.
Un giocatore che atterra per primo con un piede può ruotare solo usando quel piede.
Un giocatore in progresso che salta da un piede sul primo passo può atterrare con entrambi i piedi contemporaneamente per il secondo passo. In questa situazione, il giocatore non può ruotare con nessuno dei due piedi e se uno o entrambi i piedi lasciano il pavimento, la palla deve essere rilasciata prima che l'uno o l'altro ritorni sul pavimento.
c. Quando si inizia a dribblare dopo (1) aver ricevuto la palla mentre si è fermi o (2) fermarsi in modo legale, la palla deve essere fuori dalla mano del giocatore prima che il piede del perno venga sollevato dal pavimento.
d. Se un giocatore, con la palla in suo possesso, alza il suo piedino dal pavimento, deve passare o tirare prima che il suo piedino ritorni sul pavimento. Se lascia cadere la palla mentre è in aria, potrebbe non essere il primo a toccarla.
e. Un giocatore che cade a terra mentre tiene la palla o si ferma, non può ottenere un vantaggio scivolando.
f. Un giocatore che tenta un tiro potrebbe non essere il primo a toccare la palla se non tocca il tabellone, l'anello del basket o un altro giocatore.
g. Un giocatore non può essere il primo a toccare il proprio passaggio a meno che la palla non tocchi il suo tabellone, l'anello del canestro o un altro giocatore.
h. Quando termina il suo dribbling o ottiene il controllo della palla, un giocatore non può toccare il pavimento consecutivamente con lo stesso piede (hop).

## Penalità
La palla diventa inattiva e una rimessa in gioco viene assegnata alla squadra avversaria fuori dai limiti più vicino al punto in cui si è verificata la violazione ai sensi delle regole NCAA e NFHS. Secondo le regole della NBA, la palla viene assegnata alla squadra avversaria nel punto più vicino ma non più vicino alla linea di base della linea di tiro libero estesa.